# Rolls-Royce Phantom VII
Pour les articles homonymes, voir Rolls-Royce Phantom.
 (avril 2011).
Si vous disposez d'ouvrages ou d'articles de référence ou si vous connaissez des sites web de qualité traitant du thème abordé ici, merci de compléter l'article en donnant les références utiles à sa vérifiabilité et en les liant à la section « Notes et références ».
La Phantom VII ou Rolls-Royce Phantom Series I puis Series II est une limousine de luxe fabriquée par le constructeur automobile britannique Rolls-Royce de 2003 à 2016. Elle est la première Rolls-Royce construite sous l'ère BMW à l'usine de Goodwood. Elle est remplacée en 2018 par la Rolls-Royce Phantom VIII.

## Présentation
La Rolls-Royce Phantom VII est dessinée par Marek Djordjevic, s'inspirant des Phantom des années 1930 et de la Silver Wraith des années 1950. Elle représente le premier modèle de la marque anglaise construit sous l'ère BMW. L'intérieur comprend des fauteuils en cuir moelleux, d'épaisses moquettes en laine d'agneau et des essences de bois, au choix : acajou figuré, ronce de noyer, érable piqué, tibourbou noir, ronce d'orme ou chêne.
Elle est déclinée en berline, limousine (EWB), coupé et cabriolet (Drophead Coupé). Les séries limitées sont réalisées par le département personnalisation de la marque appelé Bespoke.

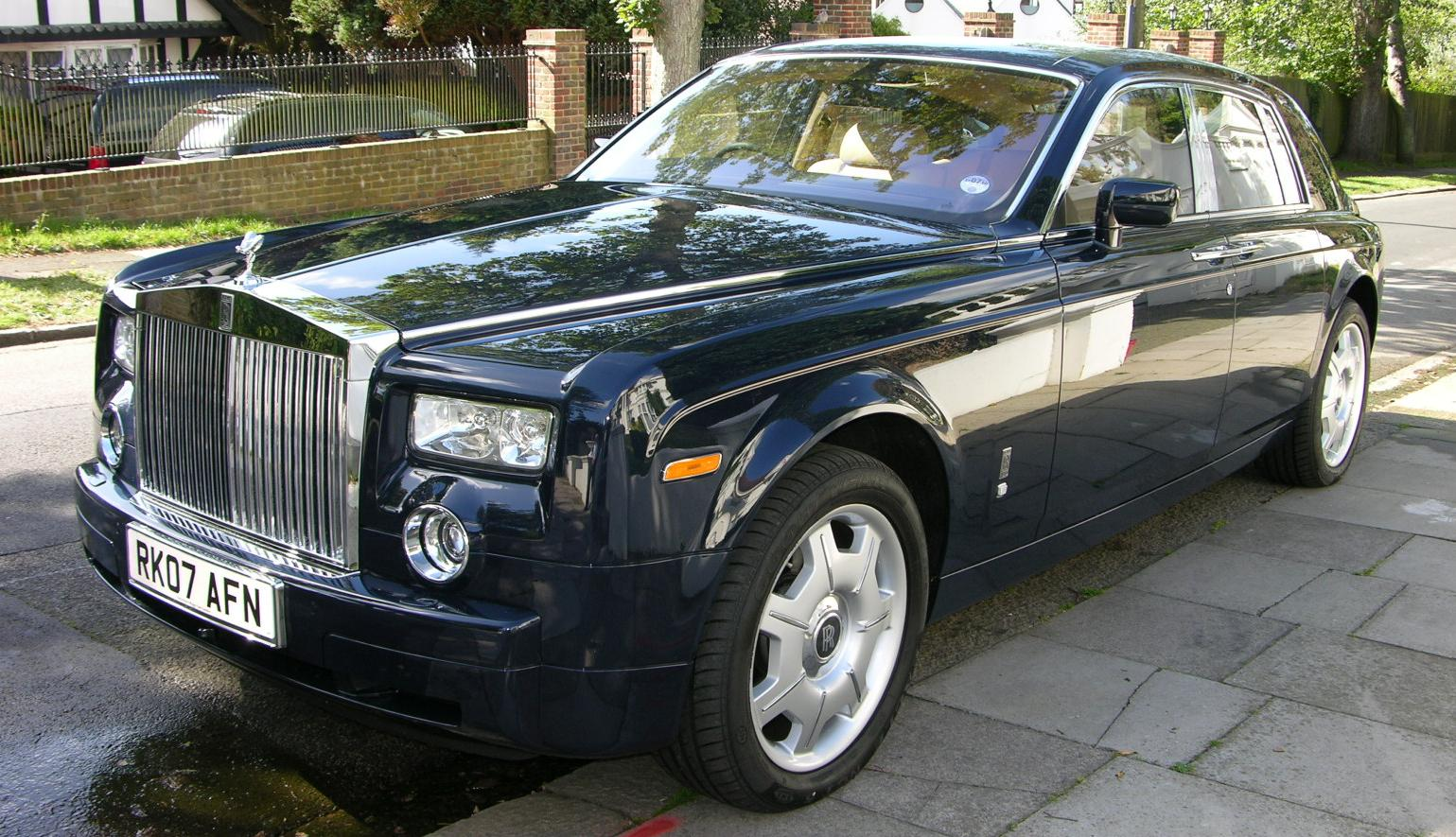
Rolls-Royce Phantom Series I
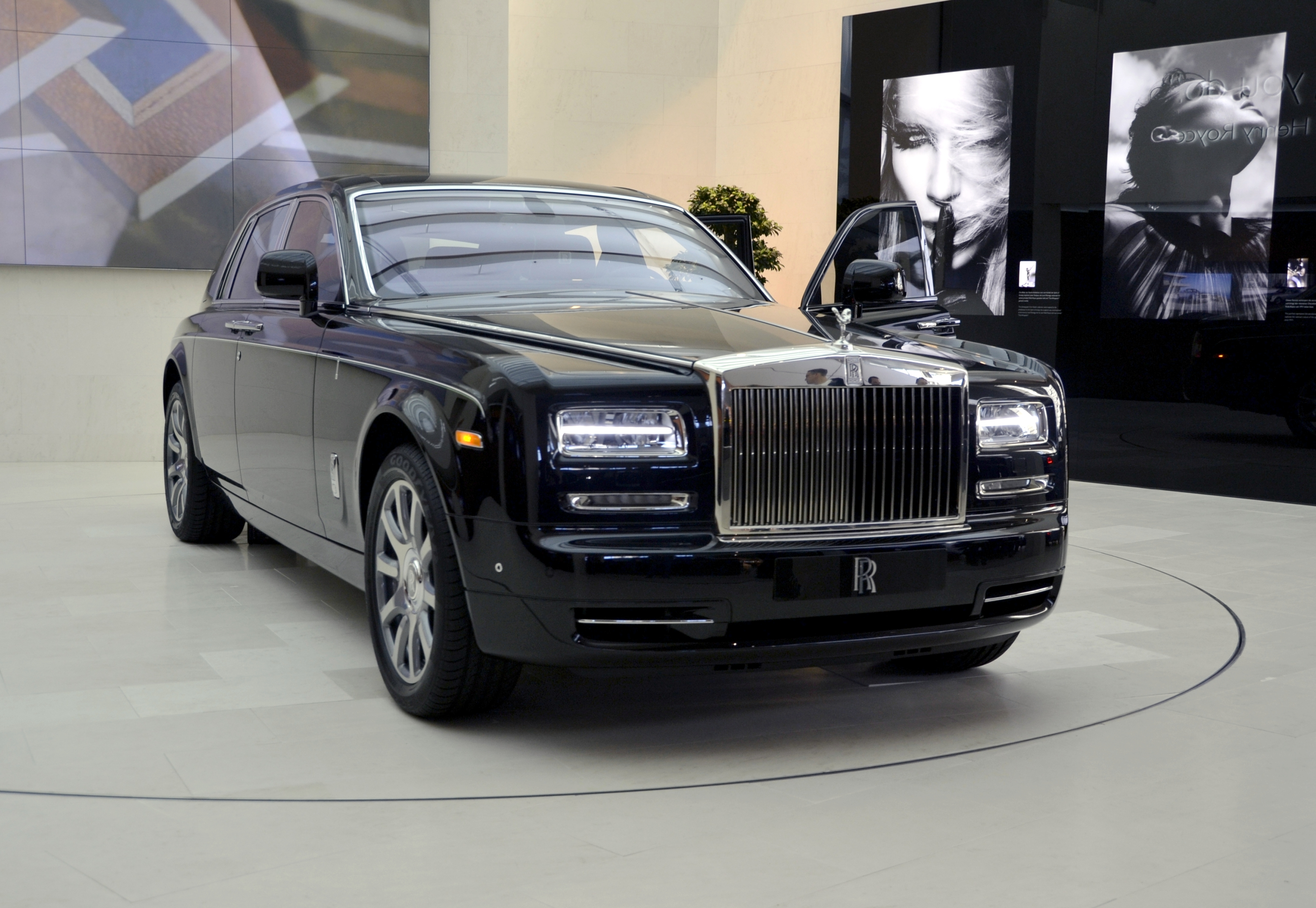
Rolls-Royce Phantom Series II

## Caractéristiques techniques

### Motorisation
Le moteur n'est autre que le V12 6 L à injection directe de la BMW 760i réalésé à 6,75 L, cylindrée mythique de l'ancien V8 Rolls-Royce. La Rolls-Royce Phantom est produite dans la nouvelle usine (Goodwood plant) construite par BMW, à Goodwood, en Angleterre.

## Particularités
- Les portes arrière sont en ouverture antagoniste, c'est-à-dire qu'elles s'ouvrent en sens inverse (on parle de « portes suicide »). C'est la première réapparition de ce principe en automobile depuis les années 1950 aux États-Unis et en France avec la Facel Véga Excellence. Elles dissimulent également un parapluie. Pour le coupé et le cabriolet, ceci concerne les portières conducteur et passager.
- Le logo Rolls-Royce sur les jantes reste toujours orienté vers le haut.
- Le radiateur est, comme sur toutes les Rolls-Royce, orné du Spirit of Ecstasy, lequel est rétractable. Il sera d'ailleurs pour la première fois disponible en cristal, illuminé.